# Loge Deugd en IJver
Loge Deugd en IJver is een vrijmetselaarsloge in Harlingen opgericht in 1797, vallende onder het Grootoosten der Nederlanden.

## Geschiedenis
Het ongedateerde verzoek om een constitutiebrief werd gedaan door H. Tuinhout (Voorzittend Meester van de ambulante Loge ‘Les Vrais Bataves’, toen deze loge in Harlingen was gevestigd), H.J. Westra, P. Deketh, C. Mollema, Jacob Oosterbaan, Y. Bottinga en Sikko B. Yzenbeek (allen leden van de Loge ‘Les Vrais Bataves’).
De loge werd geïnstalleerd op 30 januari 1798. Op het Grootoosten van 21 juni 1818 werd medegedeeld dat de constitutiebrief was teruggezonden. De loge ging op 25 oktober 1818 in ruste. Op 7 mei 1865 werd op verzoek van F.W. van Oppen, M. Merkelbach, J.F.V.B. Lins, W. Hermans, H.C. Salverda, E. Posthumus, J.F. Salveson, P. Verkade, J.F. van Oppen, F. van Tuinen, Mr. R.L.A. Hamerster Dijkstra, J.C. Schreuer, F. de Boer, D. de Boer, J.F. Jansen, J. Ferwerda, J. Zijlstra, S. Wiarda, G.B. Bruinsma, P. Rodenhuis Azn. en Protsky, machtiging tot heropening verleend. De herinstallatie vond plaats op 23 september 1865.

## Voorzittend Meesters
In onderstaande lijst een overzicht van de Voorzittend Meesters van Loge Deugd en IJver gedurende de eerste twee eeuwen van haar bestaan.
| Van  | Tot  | Voorzittend Meester   |
| ---- | ---- | --------------------- |
| 1798 | 1802 | H. Tuinhout           |
| 1802 | 1818 | P. Deketh             |
| 1822 | 1885 | Loge in ruste         |
| 1865 | 1876 | J.F.V. Behrns         |
| 1876 | 1883 | F. Lieftinck          |
| 1883 | 1885 | J. Helde              |
| 1885 | 1914 | W. Harmens            |
| 1914 | 1928 | N. Simonsz            |
| 1928 | 1929 | E. Engelkens (H.Gzn.) |
| 1929 | 1930 | H. Dokter             |
| 1930 | 1935 | H. Aalbers            |
| 1935 | 1939 | R.O. van der Veen     |
| 1939 | 1948 | W.B. Aalbers          |
| 1951 | 1955 | H. Zaadnoordijk       |
| 1955 | 1966 | E.R. Zweep            |
| 1966 | 1969 | W.J. van Dorp         |
| 1969 | 1970 | W. van der Veen       |
| 1970 | 1973 | H. Smeding (sr.)      |
| 1973 | 1976 | L. de Jong            |

Vrijmetselarij · Beginselen · Geschiedenis · Symbolen · Vrijmetselaarsloge · Ordegrondwet · Obediëntie · Regulariteit en irregulariteit · Ritus · Graden · Grootmeester · Gemengde vrijmetselarij · Para-vrijmetselarij · Antivrijmetselarij · Vrijmetselarij in Nederland · Vrijmetselarij in België · Internationale vrijmetselarij
>>> Meer info op Portaal:Vrijmetselarij <<<